# 广东南海溪蟹
广东南海溪蟹（学名：Nanhaipotamon guangdongens）为溪蟹科南海溪蟹属的动物。在中国大陆，分布于广东等地，主要生活于淡水。